# Соглашение между ИГИЛ и христианами Ракки (2014)
Соглашение(договор) между ИГИЛ и христианами Ракки (араб. نص عهد الأمان الذي أعطته الدولة الإسلامية لنصارى الرقة مقابل التزامهم بأحكام  الذمة) — соглашение, заключённое в 2014 году, когда террористическая организация «Исламское государство Ирака и Леванта» (ИГИЛ) взяла под контроль сирийский город Ракка. Этот договор предусматривал условия для сохранения христианской общины под властью ИГИЛ, включая наложение определённых ограничений на их религиозные практики и повседневную жизнь. Соглашение стало частью более широкого контекста жестокого правления ИГИЛ, характеризующегося насилием и репрессиями против религиозных и этнических меньшинств на захваченных территориях.

## Предыстория
В марте 2013 года в результате боёв за Эр-Ракку город за несколько дней был занят силами террористической организации «Исламское государство» и Джебхат ан-Нусра, после чего город фактически стал столицей «Исламского государства». Население города на момент захвата боевиками составляло около 300 тысяч человек, причем чуть менее 1% из них были христианами.

## Соглашение

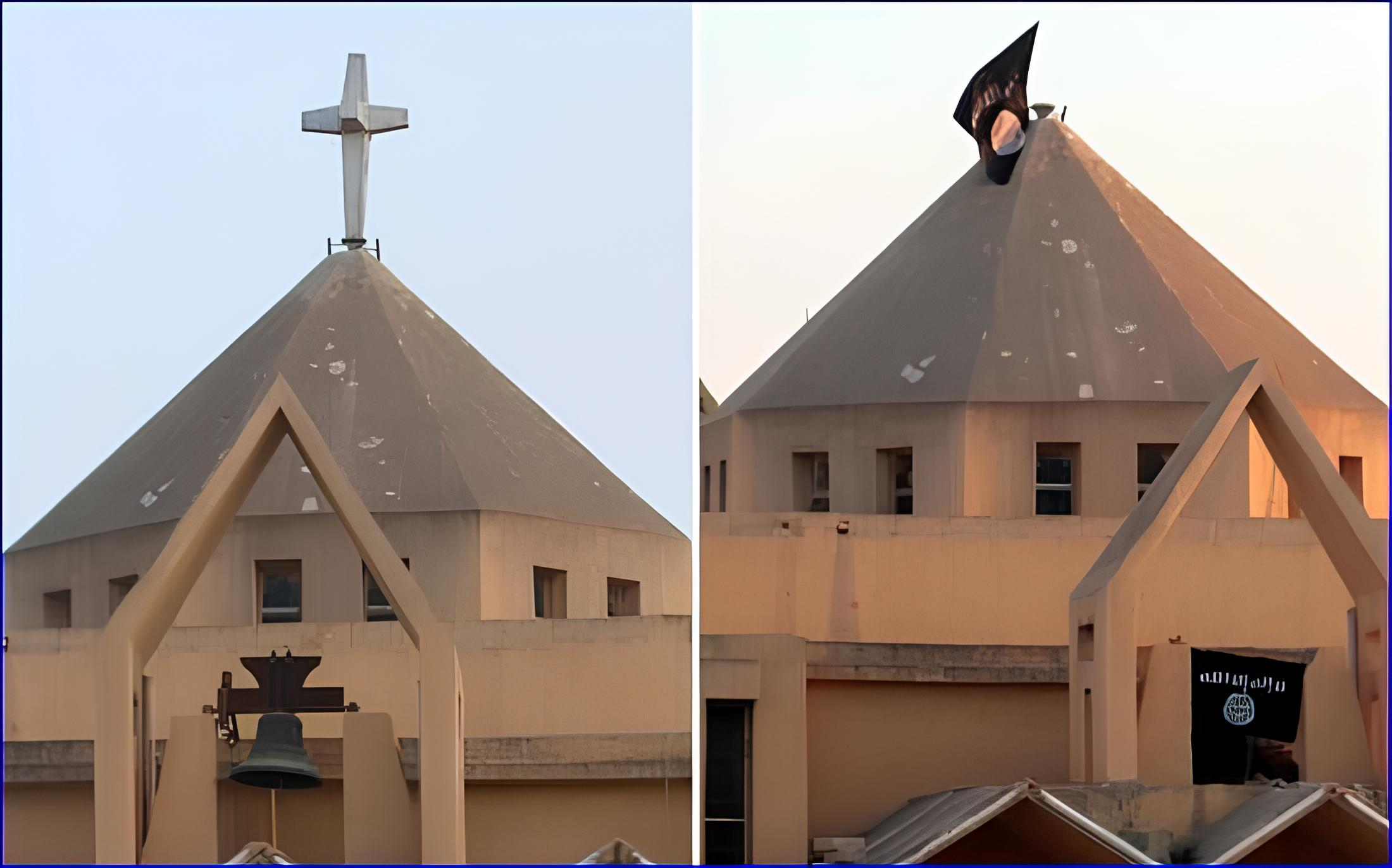
Армянская католическая церковь Святых Мучеников в Эр-Ракке.

В 2014 году христиане, остающиеся в сирийской провинции Ракка, подпали под действие так называемого «пакта зимми», основанного на классическом исламском праве. Согласно этому соглашению, христиане, как «люди Писания», получили статус «зимми» (защищённого лица) при условии уплаты дани джизья и соблюдения ряда ограничений.
Согласно тексту соглашения, подписанного 20 христианскими лидерами, чьи имена не разглашались, ИГИЛ (в лице Абу Бакра аль-Багдади) предоставило христианам гарантии безопасности при соблюдении ряда ограничений:
1. Запрещено строить или восстанавливать монастыри, церкви и другие религиозные здания.
2. Запрещено демонстрировать кресты и священные христианские книги на улицах и рынках.
3. Запрещено создавать ситуацию при которой мусульманин мог услышать призыв к христианской молитве, в частности использовать громкоговорители для призывов к молитве и звонить в колокола.
4. Христиане не должны совершать никаких враждебных действий против Исламского государства, например, предоставлять жилье шпионам и разыскиваемым Исламским государством лицам. Если им станет известно о заговоре против мусульман, они должны сообщить об этом.
5. Запрещены публичные проявления христианского богослужения за пределами церквей.
6. Запрещено препятствовать христианам, желающим перейти в ислам.
7. Христиане обязаны уважать ислам и мусульман и не критиковать их религию.
8. Христиане обязаны уплачивать джизью: 4 динара золота с богатых, половину этой суммы со среднеобеспеченных и четверть с бедных, дважды в год.
9. Христианам запрещается иметь оружие.
10. Запрещено продавать мусульманам свинину и вино, а также употреблять алкоголь в общественных местах.
11. Христиане должны иметь отдельные от мусульман кладбища.
12. Христиане обязаны соблюдать предписания Исламского государства в отношении одежды, торговли и других аспектов жизни.

Нарушение этих условий могло повлечь за собой репрессии со стороны Исламского государства.

## Последствия для христианского населения
Оставшиеся в регионе христиане были обязаны выплачивать налог джизья, а также подчиняться новым правилам, касающимся одежды, религиозных обрядов и общественной жизни.
Боевики запретили восстанавливать разрушенные ими же церкви и монастыри, закрыли школы и детские сады, ранее находившиеся под управлением христианских общин, а здания передали под контроль исламских структур. Многие церкви были сожжены или разграблены, а дома христиан – отняты под различными предлогами. В результате массовых преследований около 95% христианского населения Ракки были вынуждены покинуть город.
Жизнь оставшихся стала крайне тяжелой: они подвергались притеснениям, женщинам-христианкам предписывалось носить исламскую одежду, а любое публичное выражение иной веры, кроме ислама, фактически оказалось под запретом. Несмотря на эти репрессии, часть местных мусульманских жителей высказывала поддержку своим христианским соседям, что проявилось, например, в совместных протестах против уничтожения религиозных символов.